# Marjal de Almenara

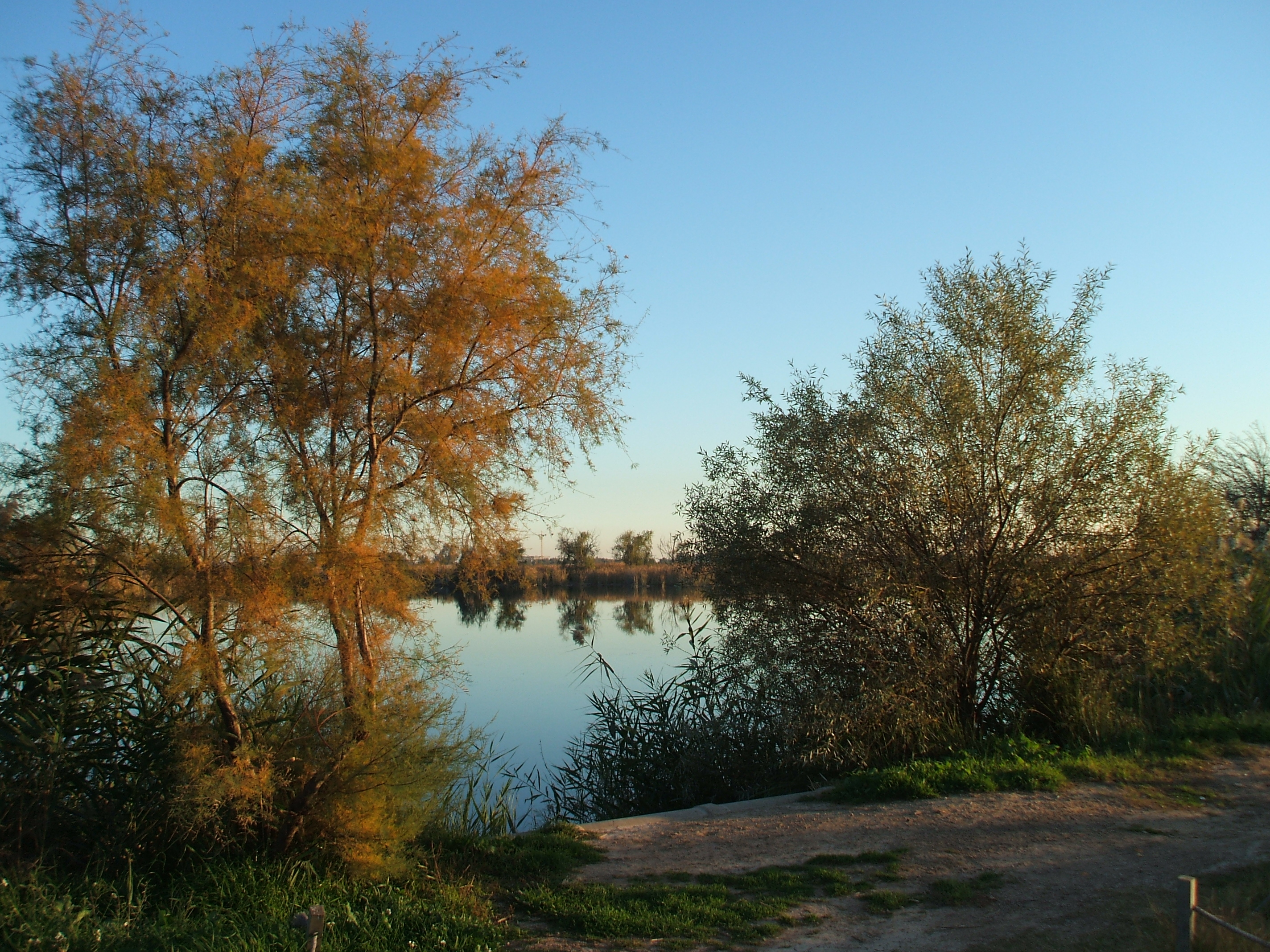
Estanque de Almenara

El marjal de Almenara es un marjal protegido de España que pertenece a la Red Natura 2000. Tiene 1.550 hectáreas, que se han incluido dentro del LIC. También está incluida dentro del Catálogo de Zonas Húmedas de la Generalidad Valenciana, donde pertenece al grupo denominado albuferas y marjales litorales.
El 17 de noviembre de 2017, un área de 1473,9 ha fue declarada como sitio Ramsar (n. ref. 2338).
Esta zona húmeda se sitúa al sur de la provincia de Castellón y al norte de la de Valencia, en las comarcas de La Plana Baja y Campo de Murviedro. La marjal comprende parte de los términos municipales de Chilches, La Llosa, Almenara, Sagunto, Benavites y Cuartell.
Dentro de los límites del Paraje se puede encontrar una gran variedad de hábitats, característicos del paisaje costero mediterráneo, donde se encuentran los típicos de montaña con los de los humedales. Entre los hábitats presentes dentro del Paraje hay que destacar los siguientes incluidos en la Directiva Hábitats 92/43/CEE:
- Estanque natural con vegetación hidrofítica.
- Turberas calcáreas de Cladium mariscus.
- Pastizales salinos mediterráneos.
- Estepas salinas mediterráneas.
- Matorral termomediterráneo.
- Prados húmedos mediterráneos.